# Ponte di Manhattan
Il ponte di Manhattan (in inglese Manhattan Bridge) è un ponte sospeso che attraversa l'East River, a New York, collegando Lower Manhattan (Canal Street) con Brooklyn (Flatbush Avenue). La campata maggiore misura 451 m, con i cavi di sospensione lunghi 983 m. La lunghezza totale della struttura è di 2.089 m.
È stato l'ultimo dei tre ponti sospesi costruiti sull'East River dopo il ponte di Brooklyn e il ponte di Williamsburg.
Aperto al pubblico il 31 dicembre 1909, verrà completato nel 1912. È stato progettato dall'ingegnere Leon Moisseiff, che più tardi progettò anche il Ponte di Tacoma.
Il ponte è strutturato su due livelli: sul superiore vi sono 4 corsie stradali (2 per ogni senso di marcia), sull'inferiore vi sono tre corsie stradali (tutte in direzione di Manhattan), 4 binari della metropolitana, una corsia pedonale e una corsia ciclabile. 

## Curiosità
- Questo ponte appare nel poster del film C'era una volta in America, ripreso da Washington Street.
- Il ponte è la location del quarto livello nel videogioco arcade Jail Break

## Galleria d'immagini

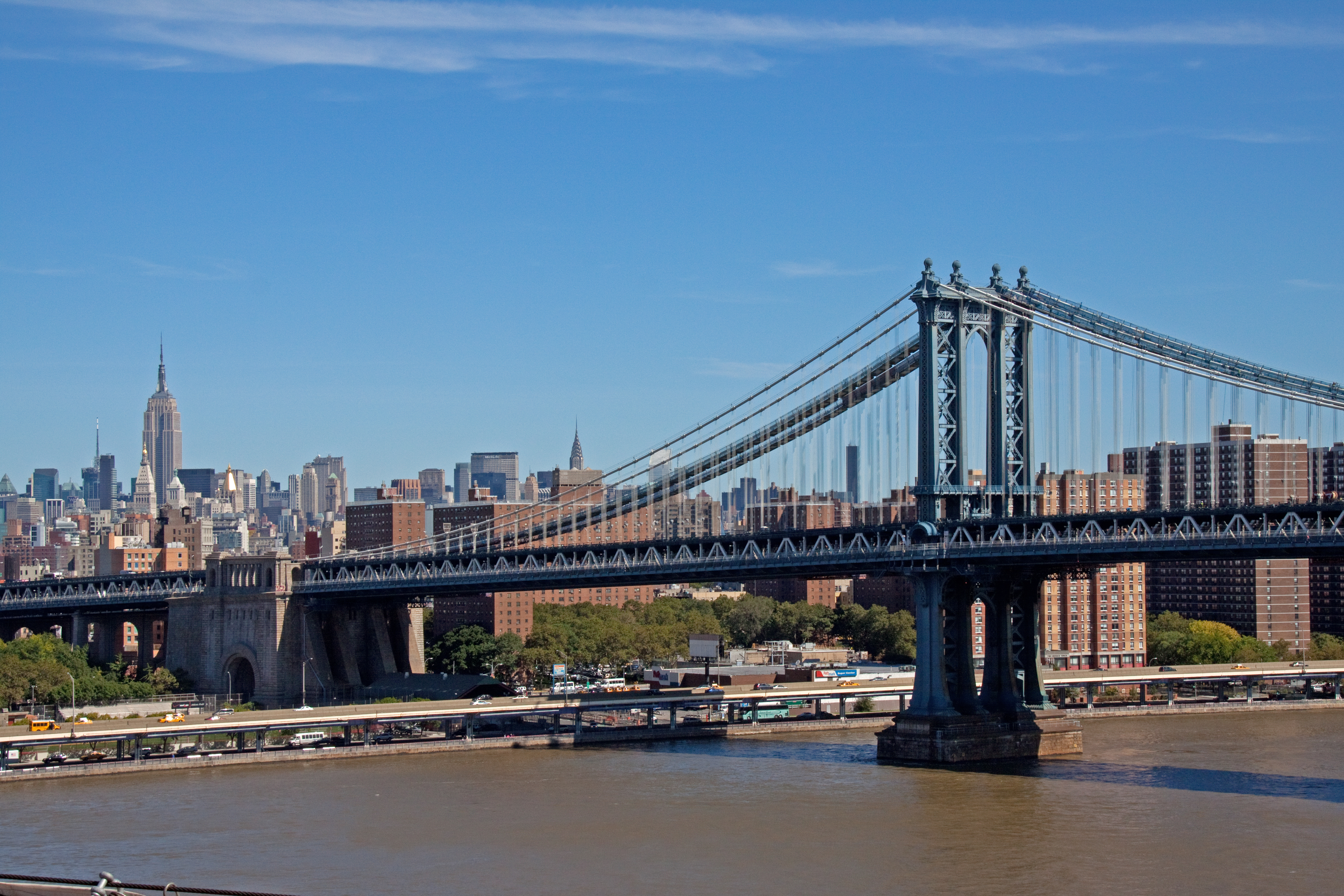
Il ponte di Manhattan visto dal ponte di Brooklyn
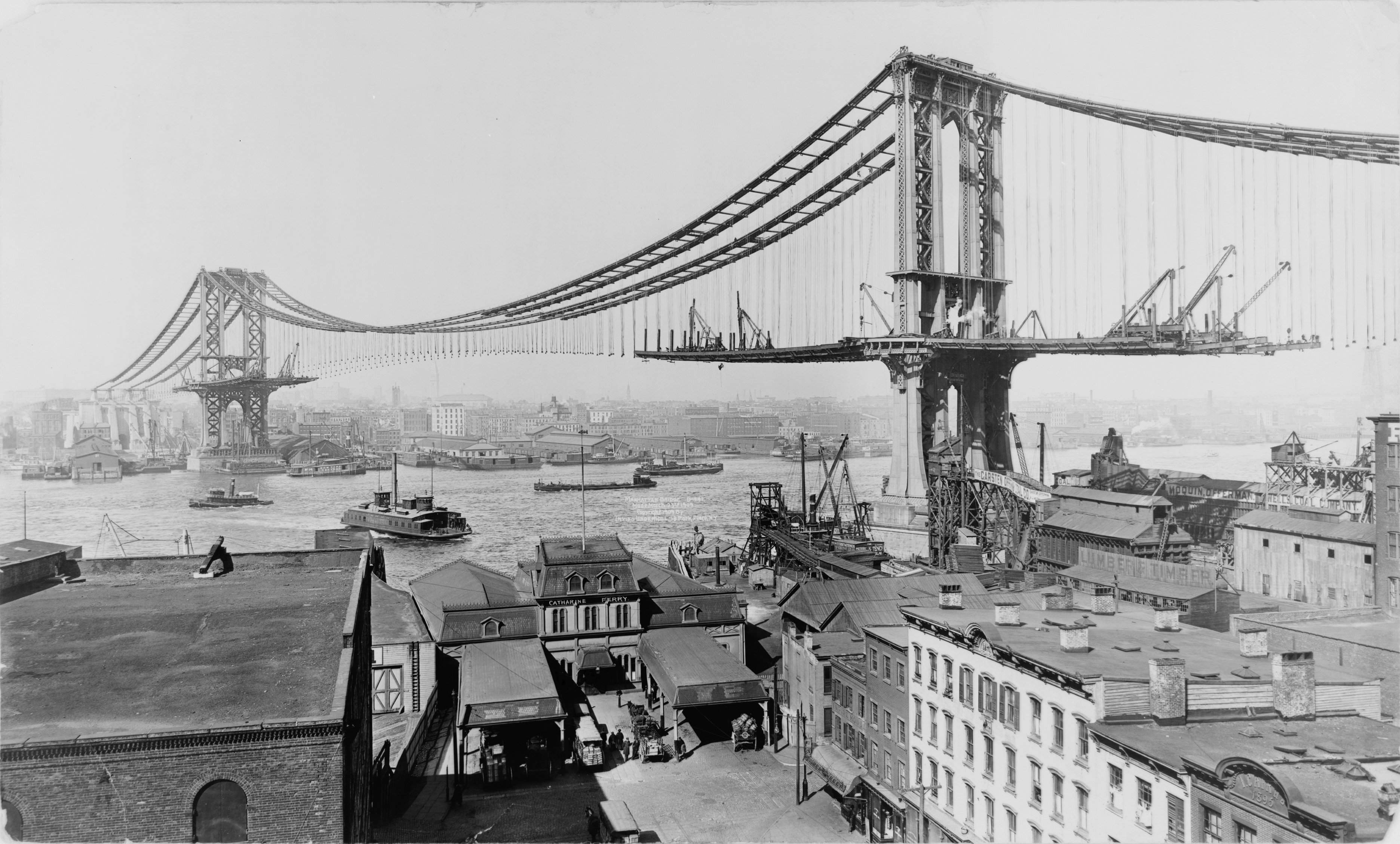
Il ponte in costruzione, marzo 1909
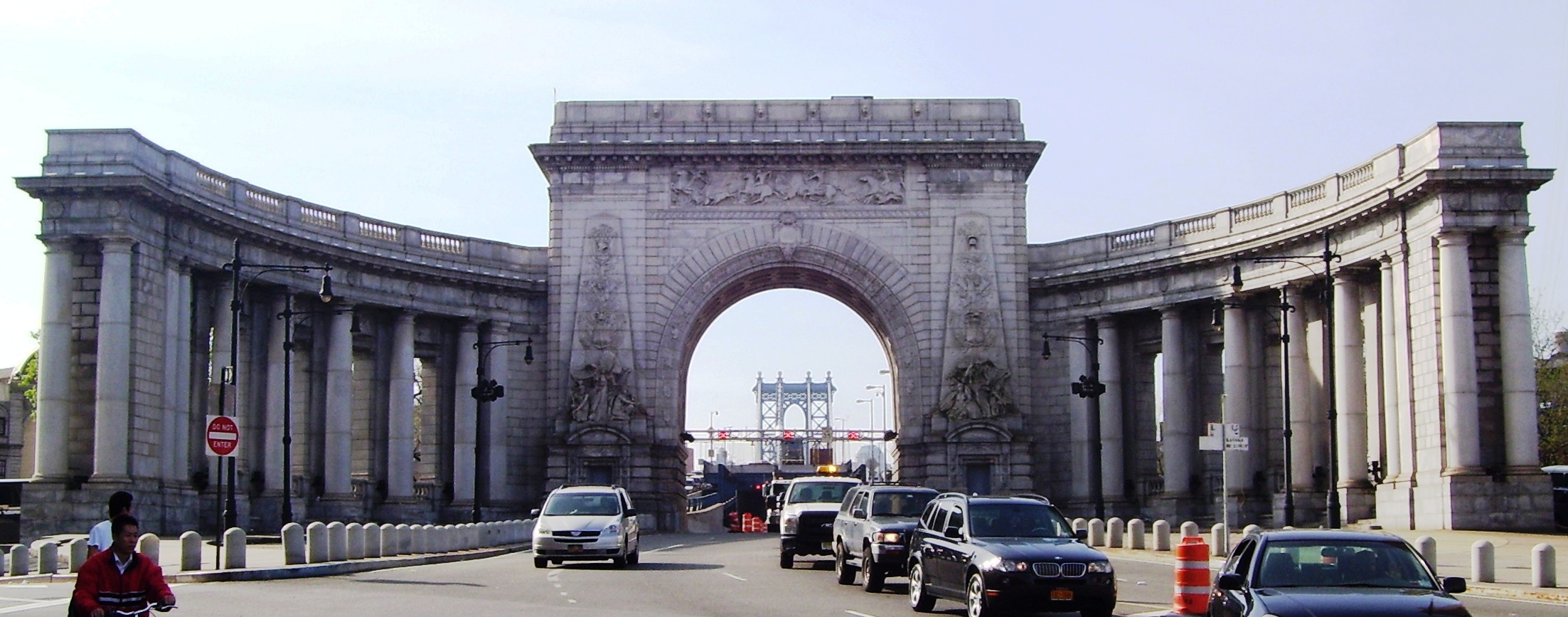
Arco di trionfo e colonnata sul lato di Manhattan
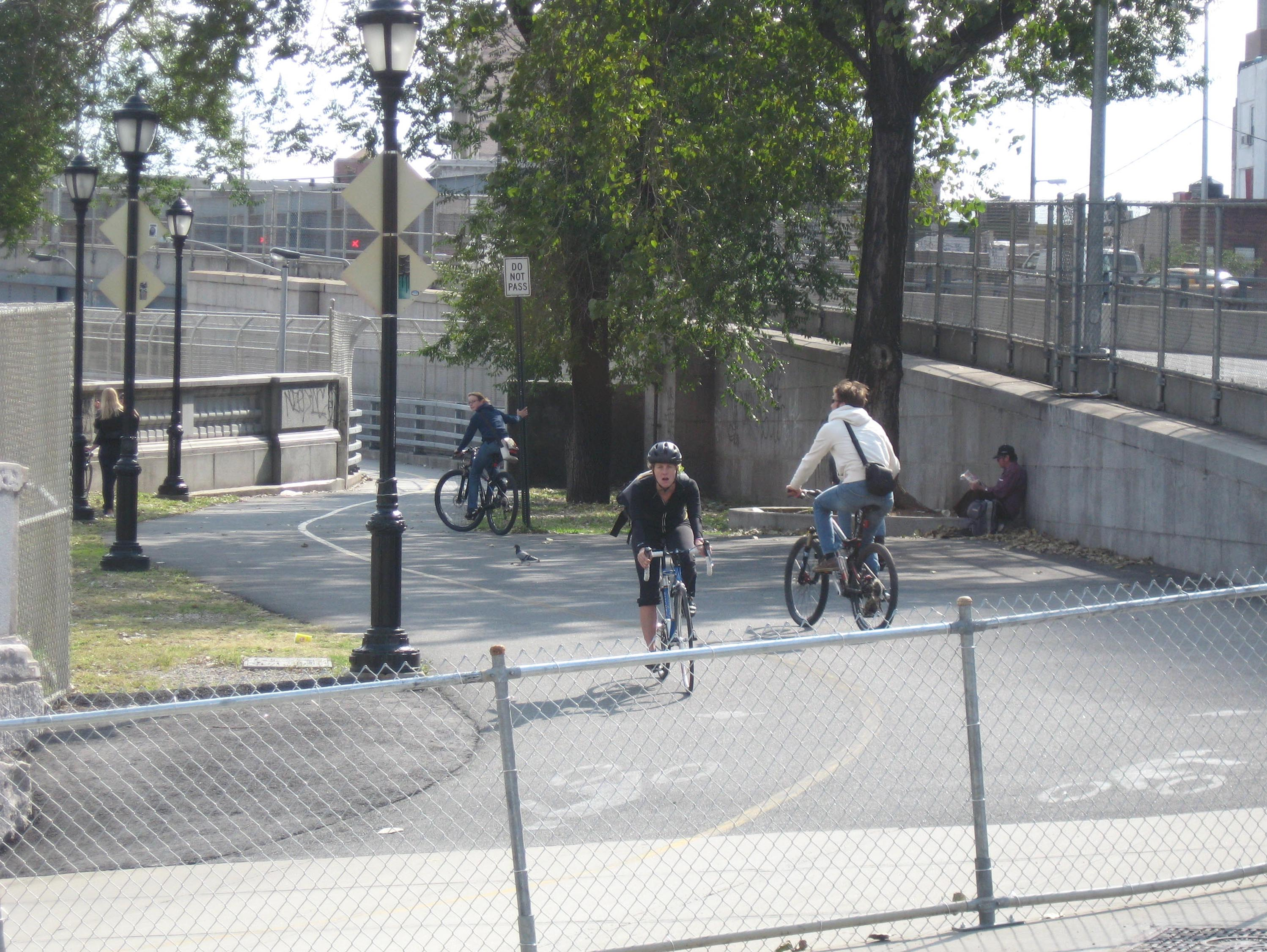
Corsia ciclabile sul lato di Manhattan
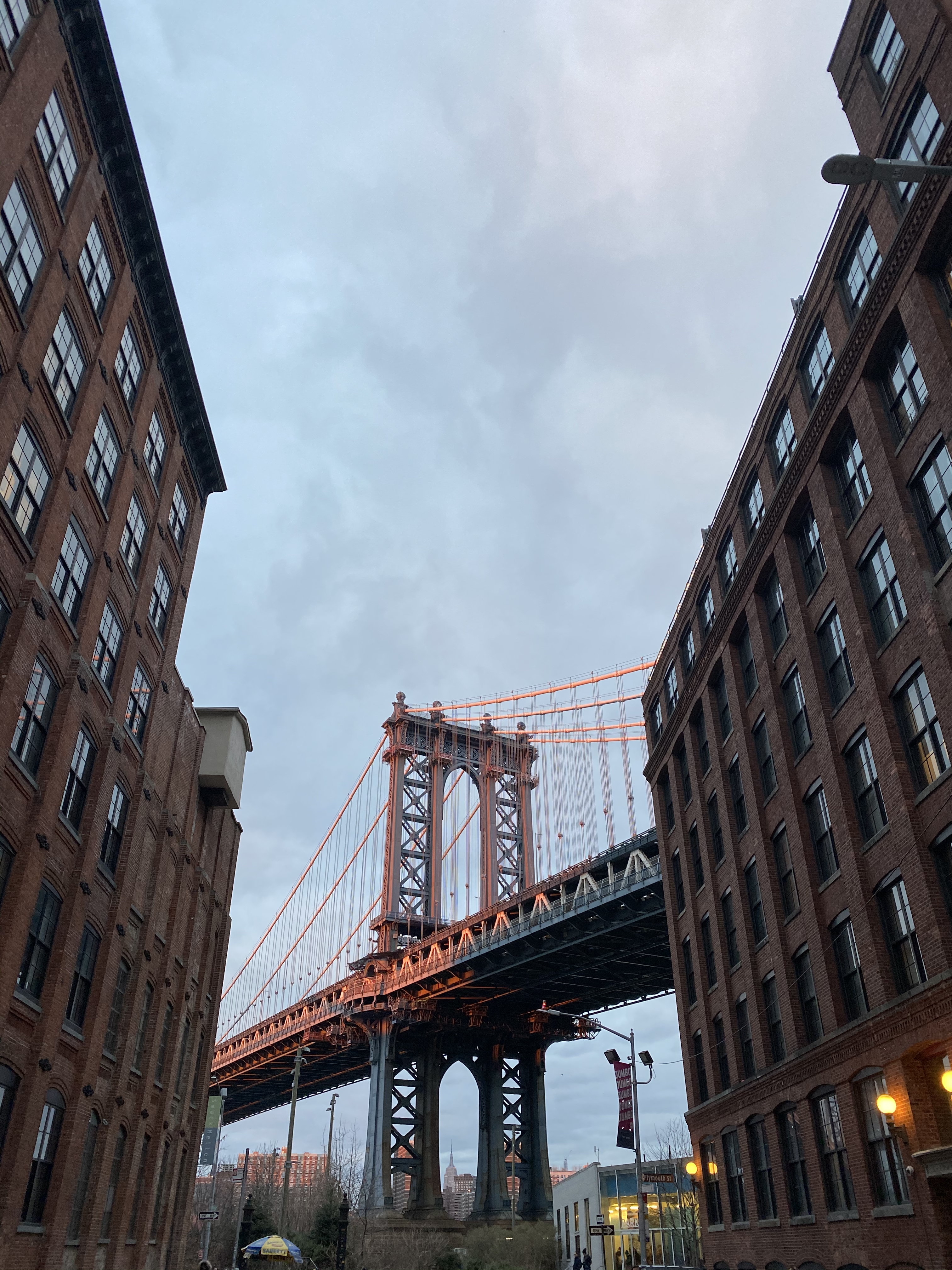
Veduta da Washington Street